# Список запозичених слів у китайській мові
Запозичені слова входять до писемної та усної китайської мови з багатьох джерел, зокрема від стародавніх народів, нащадки яких зараз розмовляють китайською мовою. Крім фонетичних відмінностей, такі різновиди китайської мови, як кантонська та шанхайська, мають свої окремі слова та фрази, що залишилися з їхніх оригінальних мов, які вони використовують у повсякденному житті, а іноді навіть у мандарині. Внаслідок тривалих прямих стосунків з північними народами, починаючи з дохристиянського періоду, існує багато обміну словами. Крім того, були часи, коли в Китаї панували північні племена. Так само, північні діалекти включають відносно більшу кількість запозичених слів із сусідніх мов, таких як тюркська, монгольська та маньчжурська (тунгуська).
По всій території Китаю, слова з санскриту та палі були запроваджені використанням буддизму. Нещодавнє іноземне вторгнення та торгівля в середині дев'ятнадцятого століття під час Першої та Другої опіумних війн призвели до тривалих контактів з англійською, французькою та японською мовами. Незважаючи на те, що мовна реформа в Китайській Республіці та Китайській Народній Республіці загалом віддавала перевагу використанню кальок та неологізмів замість запозичених слів. Зростає кількість запозичених слів з особливим акцентом на американську англійську мову в сучасній китайській мові. В офіційних засобах масової інформації та публікаціях на материку керує Служба власних імен і перекладу інформаційного агентства Сіньхуа та її довідкова робота «Імена народів світу», які використовують транскрипцію китайськими ієрогліфами.
Оскільки Гонконг перебував під британським контролем до 1997 року, кантонська мова Гонконгу запозичила багато слів з англійської, таких як 巴士 (від слова «автобус», мандарин: bāshì, кантонська: baa1 si2), 的士 (від «таксі», ман.: dīshì, кан.: dik1 si2), фраза 芝士 (від «сир», ман.: zhīshì, кан.: zi1 si6) і 麥當勞/麦当劳 (від «Макдональдс», ман.: Màidāngláo, кан.: Mak6 dong1 lou4), які прийнято в мандарині. Незважаючи на те, що ці слова звучать менш схоже на англійські слова, ніж кантонська версія, вони стали популярними в китайській мові.
Іноземні компанії та продукти зазвичай вільно вибирають власну транслітерацію. Часто вони вибирають транслітерацію з позитивними конотаціями та фонетичною схожістю з їхніми продуктами. Наприклад, 宜家 (ІКЕА) означає «належний дім». Завдяки антономазії та узагальненню, деякі з них можуть увійти в загальний китайський вжиток. Наприклад, фраза 可口可乐 (kěkǒu kělè), що означає «смачна розвага», стала загальним китайським іменником для всіх видів коли Coca-Cola.
Після громадянської війни в Китаї, коли Гоміньдан відступив на Тайвань, відносини між Республікою Китай та Китайською Народною Республікою стали ворожими, що призвело до обмеження зв'язків між Тайванем та материковим Китаєм. Це спричинило різні назви та запозичення слів на обох територіях. Наприклад, у материковому Китаї «сир» називається 芝士 zhīshì, тоді як на Тайвані він має назву 起司 qǐsī.

## Санскрит
| Китайське слово | Вимова     | Значення    | Оригінальне слово | Вимова   | Оригінальне значення  |
| --------------- | ---------- | ----------- | ----------------- | -------- | --------------------- |
| 剎那            | chànà      | миттєвий    | क्षण               | kṣaṇa    | миттєвий              |
| 蘋果            | píngguǒ    | яблуко      | बिम्बा               | bimbā    | яблуко                |
| 涅槃            | nièpán     | нірвана     | निर्वाण              | nirvāna  | нірвана               |
| 舍利子          | shèlìzi    | реліквія    | शरीर               | śarīra   | тіло                  |
| 曇花            | tánhuā     | епіфіллум   | उदुम्बर             | udumbara | кластер фігове дерево |
| 須彌山          | xūmíshān   | Гора Сумеру | सुमेरु               | sumeru   | Гора Сумеру           |
| 波羅蜜多        | bōluómìduō | pāramitā    | पारमिता              | pāramitā | досконалість          |

## Перська
| Китайське слово | Вимова     | Значення      | Оригінальне слово            | Вимова | Оригінальне значення |
| --------------- | ---------- | ------------- | ---------------------------- | ------ | -------------------- |
| 巴扎            | bāzhā      | базар (ринок) | بازار                        | bāzār  | базар (ринок)        |
| 巴旦木          | bādànmù    | мигдаль       | بادام                        | bādām  | мигдаль              |
| 葡萄            | pútáo      | виноград      | باده або бактрійське *bādāwa | bāde   | вино                 |
| 獅子            | shīzi      | лев           | شیر                          | šīr    | лев                  |
| 百里香          | Bǎilǐxiāng | чебрець       | آویشن                        | Avišan | чебрець              |

## Англійська
Китайські слова англійського походження стали більш поширеними в материковому Китаї під час його реформування та відкриття, а також з посиленням контактів із Заходом. Зауважте, що деякі слова, наведені нижче, походять з інших мов, але можливо потрапили до китайської через англійську (наприклад, «піца/披萨» з італійської). Англійські акроніми іноді запозичуються в китайську мову без будь-якої транскрипції китайськими ієрогліфами, наприклад: «IT» (інформаційні технології), «PPT» (PowerPoint), «GDP» (валовий внутрішній продукт), «APP» (мобільний додаток), китайськими ієрогліфами, як-от «卡拉OK» («караоке»), «T恤» («футболка»), «IP卡» («картка Інтернет-протоколу»).
У деяких випадках запозичені слова існують поруч із неологізмами, які перекладають значення поняття на існуючі китайські морфеми. Наприклад, незважаючи на те, що запозиченим словом для «пеніциліну» є 盘尼西林 (pánníxīlín), неологізм, який «перекладає» це слово, був створений пізніше: 青霉素 (qīngméisù), що означає «екстракт/есенція синьої/зеленої цвілі». У сучасній китайській мові надають перевагу неологізмам, що використовують рідні китайські морфеми, які перекладають значення поняття, а не запозиченим словам, які є транслітерацією. У випадку пеніциліну термін 青霉素 використовується майже виключно, тоді як 盘尼西林 розглядається як пережиток початку 20 століття. Подібним чином «наука» тепер відома як 科学 (kēxué) «предмет/спеціальне дослідження», а не 赛因斯 (sàiyīnsī).
У таблиці нижче запозичені слова в Тайвані будуть написані традиційними символами, а запозичені слова в материковому Китаї — спрощеними символами.
| Англійською мовою         | Піньїнь               | Китайською мовою   | Категорія                    | Примітки |
| ------------------------- | --------------------- | ------------------ | ---------------------------- | --- |
| Amen                      | āmen                  | 阿们               | Релігія                      | |
| ammonia                   | āmóníyà               | 阿摩尼亚           | Наука                        | |
| amoeba                    | āmǐbā                 | 阿米巴             | Наука                        | |
| amoxicillin               | āmòxīlín              | 阿莫西林           | Наука                        | |
| ampere                    | ānpéi                 | 安培               | Наука                        | |
| amphetamine               | ānfēitāmìng           | 安非他命           | Наука                        | |
| ampoule                   | ānbù                  | 安瓿               | Наука                        | |
| antitrust                 | fǎntuōlāsī            | 反托拉斯           | Бізнес і право               | |
| aspartame                 | āsībātián             | 阿斯巴甜           | Продукти харчування та напої | |
| Aspirin                   | āsīpílín              | 阿斯匹林           | Наука                        | |
| Baccarat                  | Bǎijiālè              | 百家乐             | Мистецтво та розваги         | |
| bacon                     | péigēn                | 培根               | Продукти харчування та напої | |
| bagel                     | bèiguǒ                | 贝果               | Продукти харчування та напої | |
| ballet                    | bālěi                 | 芭蕾               | Мистецтво та розваги         | |
| bandage                   | bēngdài               | 绷带               | Здоров'я                     | |
| bar                       | bā                    | 吧 / 酒吧          | Заклад                       | |
| Baroque                   | bāluókè               | 巴罗克             | Мистецтво та розваги         | |
| bass                      | bèisī                 | 贝司               | Мистецтво та розваги         | |
| bassoon                   | bāsōng                | 巴松               | Мистецтво та розваги         | |
| bazooka                   | bāzǔkǎ                | 巴祖卡             | Зброя                        | |
| beer                      | píjiǔ                 | 啤酒               | Продукти харчування та напої | |
| bikini                    | bǐjīní                | 比基尼             | Одяг                         | |
| bingo                     | bīnguǒ                | 宾果               | Мистецтво та розваги         | |
| bit (unit of information) | bǐtè                  | 比特               | Наука                        | |
| blog                      | bókè                  | 博客               | Обчислювальна техніка        | |
| blues                     | bùlǔsī                | 布鲁斯             | Мистецтво та розваги         | |
| bolero                    | bōláiluó              | 波莱罗             | Мистецтво та розваги         | |
| bourgeois                 | bù'ěrqiáoyà           | 布尔乔亚           | Політика                     | |
| brandy                    | báilándì              | 白兰地             | Продукти харчування та напої | |
| brownie                   | bùlǎngní              | 布朗尼             | Продукти харчування та напої | |
| bullying                  | bàlíng                | 霸凌               |                              | |
| bungee jumping            | bèngjí                | 蹦极               | Мистецтво та розваги         | |
| bus                       | bāshì                 | 巴士               | Транспорт                    | |
| bye-bye                   | bàibài                | 拜拜               |                              | |
| caffeine                  | kāfēiyīn              | 咖啡因             | Продукти харчування та напої | |
| calorie                   | kǎlùlǐ                | 卡路里             | Наука                        | |
| cancan                    | kāngkāngwǔ            | 康康舞             | Мистецтво та розваги         | |
| cannon                    | jiānóngpào            | 加农炮             | Зброя                        | |
| carat                     | kèlā                  | 克拉               | Наука                        | |
| carbine                   | kǎbīnqiāng            | 卡宾枪             | Зброя                        | |
| card                      | kǎpiàn                | 卡片               |                              | як останній елемент складеного слова використовується лише kǎ 卡, наприклад, yínháng kǎ 银行卡 / 銀行卡 «Банківська картка (картка банкомату)». |
| carnival                  | jiāniánhuá            | 嘉年华             | Мистецтво та розваги         | |
| cartel                    | kǎtè'ěr               | 卡特尔             | Організації                  | |
| cartoon                   | kǎtōng                | 卡通               | Мистецтво та розваги         | |
| cashmere                  | kāishìmǐ              | 开士米             | Тканани                      | |
| celluloid                 | sàilùluò              | 赛璐珞             | Наука                        | |
| cement                    | shúiméntīng           | 水门汀             | Будівництво                  | датується материковим Китаєм |
| cha-cha                   | qiàqiàwǔ              | 恰恰舞             | Мистецтво та розваги         | |
| Champagne                 | xiāngbīn              | 香槟               | Продукти харчування та напої | |
| cheese                    | qǐsī/qishì/zhīshì     | 起司 / 奇士 / 芝士 | Продукти харчування та напої | перші два запозичені слова, використані на Тайвані, востаннє вживані в материковому Китаї                                                       |
| cherry                    | chēlízi               | 车厘子             | Продукти харчування та напої | транслітерація з множини стосується виключно чорних вишень у материковому Китаї                                                                 |
| chiffon                   | xuěfǎng               | 雪纺               | Продукти харчування та напої | |
| chocolate                 | qiǎokèlì              | 巧克力             | Продукти харчування та напої | |
| cider                     | xīdá                  | 西打               | Продукти харчування та напої | |
| cigar                     | xuějiā                | 雪茄               | Тютюновий виріб              | |
| clone                     | kèlóng                | 克隆               | Наука                        | |
| Coca-Cola                 | kěkǒu kělè            | 可口可乐           | Продукти харчування та напої | |
| cocaine                   | kěkǎyīn               | 可卡因             | Наука                        | |
| cocoa                     | kěkě                  | 可可               | Продукти харчування та напої | |
| codeine                   | kědàiyīn              | 可待因             | Наука                        | |
| coffee                    | kāfēi                 | 咖啡               | Продукти харчування та напої | |
| cookie                    | qǔqí                  | 曲奇               | Продукти харчування та напої | |
| cool                      | kù                    | 酷                 | Прислівник                   | |
| copy                      | kǎobèi                | 拷贝               | Дія                          | використовується лише в контексті комп'ютерів                                                                                                   |
| sofa                      | shāfā                 | 沙发               | Житло                        | |
| coup d'état               | kǔdiédǎ               | 苦迭打             | Політика                     | |
| cream                     | jìlián, qílín         | 忌廉／淇淋         | Продукти харчування та напої | |
| crêpe                     | kělìbǐng              | 可丽饼             | Продукти харчування та напої | |
| croissant                 | kěsòng                | 可颂               | Продукти харчування та напої | |
| cumin                     | kūmíng                | 枯茗               | Продукти харчування та напої | |
| curry                     | gālí                  | 咖喱               | Продукти харчування та напої | |
| cyanide                   | shān'āi               | 山埃               | Наука                        | |
| Dacron                    | díquèliáng            | 的确良             | Наука                        | |
| daddy                     | diēdì                 | 爹地               | Родина                       | |
| didgeridoo                | díjílǐdùguǎn          | 迪吉里杜管         | Мистецтво та розваги         | |
| disco                     | dísīkě                | 迪斯科             | Мистецтво та розваги         | |
| domino                    | duōmǐnuò              | 多米诺             | Мистецтво та розваги         | |
| drive-thru                | déláisù               | 得来速             | Продукти харчування та напої | |
| einsteinium               | ài/āi                 | 鑀 / 锿            | Наука                        | перше запозичене слово, використане на Тайвані, друге використане в материковому Китаї                                                          |
| Eucalyptus                | yóujiālì              | 尤加利             | Ботаніка                     | |
| fantasy                   | fàntèxī               | 范特西             | Мистецтво та розваги         | |
| fan                       | fěnsī                 | 粉丝               | Arts & entertainment         | транслітерація з множини, також термін для целофанової локшини                                                                                  |
| fascism                   | fǎxīsī                | 法西斯             | Політика                     | |
| fillet                    | fēilì                 | 菲力               | Продукти харчування та напої | |
| geek                      | jíkè                  | 极客               | Обчислювальна техніка        | |
| go-kart                   | gāokǎchē              | 高卡车             | Мистецтво та розваги         | |
| golf                      | gāo'ěrfū              | 高尔夫             | Мистецтво та розваги         | |
| guitar                    | jítā                  | 吉他               | Мистецтво та розваги         | |
| hacker                    | hēikè                 | 黑客               | Обчислювальна техніка        | |
| hallelujah                | hālìlùyà              | 哈利路亚           | Релігія                      | |
| hamburger                 | hànbǎobāo             | 汉堡包             | Продукти харчування та напої | |
| hello                     | hālóu                 | 哈喽               | Вигук                        | |
| heroin                    | hǎiluòyīn             | 海洛因             | Наркотики                    | |
| hippie                    | xīpí                  | 嘻皮               | Культура і суспільство       | |
| honey                     | hāní                  | 哈尼               | Slang                        | як знак любові |
| hysteria                  | xiēsīdǐlǐ             | 歇斯底里           | Наука                        | |
| ice cream                 | bīngqílín             | 冰淇淋             | Продукти харчування та напої | |
| Internet Protocol Card    | ip kǎ (āipīkǎ)        | IP卡               | Наука                        | |
| jacket                    | jiākè                 | 夹克               | Одяг                         | |
| jazz                      | juéshìwǔ              | 爵士舞             | Мистецтво та розваги         | |
| Jeep                      | jípǔchē               | 吉普车             | Транспорт / організації      | |
| karaoke                   | kǎlā ok (kǎlāōukēi)   | 卡拉OK             | Мистецтво та розваги         | |
| ketamine                  | kètāmìng              | 克他命             | Наука                        | |
| khaki                     | kǎqí                  | 卡其               | Колір                        | |
| koala                     | kǎolā                 | 考拉               | Тварини                      | |
| lace                      | lěisī                 | 蕾丝               | Одяг                         | |
| laser                     | léishè                | 镭射               | Наука                        | |
| latte                     | nátiě                 | 拿铁               | Продукти харчування та напої | |
| lemon                     | níngméng              | 柠檬               | Продукти харчування та напої | |
| limbo                     | língbōwǔ              | 凌波舞             | Мистецтво та розваги         | |
| liquor                    | lìkǒujiǔ              | 利口酒             | Продукти харчування та напої | |
| logic                     | luóji                 | 逻辑               | Наука                        | |
| lottery                   | lètòu                 | 乐透               | Мистецтво та розваги         | |
| mankini                   | nánjīní               | 男基尼             | Одяг                         | |
| marathon                  | mǎlāsōng              | 马拉松             | Мистецтво та розваги         | |
| margarine                 | màiqílín              | 麦淇淋             | Продукти харчування та напої | |
| meme                      | míyīn                 | 迷因               | Мистецтво та розваги         | |
| microphone                | màikèfēng             | 麦克风             | Наука                        | |
| model                     | mótèr                 | 模特儿             | Мистецтво та розваги         | |
| mommy                     | māmi                  | 妈咪               | Родина                       | |
| montage (film)            | méngtàiqí             | 蒙太奇             | Мистецтво та розваги         | |
| motif                     | mǔtǐ, mú              | 母体，模           | Мистецтво та розваги         | |
| motor                     | mǎdá                  | 马达               | Техніка                      | |
| motorcycle                | mótuōchē              | 摩托车             | Транспорт                    | |
| mousse                    | mùsī                  | 慕斯               | Продукти харчування та напої | |
| mozzarella                | mòzālǐlā, mǎsūlǐlā    | 莫扎里拉，马苏里拉 | Продукти харчування та напої | |
| muffin                    | mǎfēn                 | 玛芬               | Продукти харчування та напої | |
| mummy                     | mùnǎiyī               | 木乃伊             | Людина/тварина               | |
| Nazi                      | Nàcuì                 | 纳粹               | Організації / політика       | |
| ohm                       | ōumǔ                  | 欧姆               | Наука                        | |
| Olympics                  | Àolínpǐkè             | 奥林匹克           | Організації                  | |
| opium                     | yāpiàn                | 鸦片               | Наркотики                    | |
| parfait                   | bāfēi                 | 芭菲               | Продукти харчування та напої | |
| parka                     | pàikè dàyī            | 派克大衣           | Одяг                         | |
| penicillin                | pánníxīlín            | 盘尼西林           | Наука                        | датується материковим Китаєм |
| pickup truck              | píkǎ                  | 皮卡               | Транспорт                    | |
| pie                       | pài                   | 派                 | Продукти харчування та напої | |
| pizza                     | pīsà/bǐsà             | 披萨／比萨         | Продукти харчування та напої | |
| plutonium                 | bù/bù                 | 鈽 / 钚            | Наука                        | |
| poker                     | pūkè                  | 扑克               | Мистецтво та розваги         | |
| polka                     | bō'ěrkǎ               | 波尔卡             | Мистецтво та розваги         | |
| pudding                   | bùdīng                | 布丁               | Продукти харчування та напої | |
| punk                      | péngkè                | 朋克               | Мистецтво та розваги         | |
| rabbi                     | lābǐ                  | 拉比               | Релігія                      | |
| radar                     | léidá                 | 雷达               | Наука                        | |
| rum                       | lǎngmǔjiu             | 朗姆酒             | Продукти харчування та напої | |
| rumba                     | lúnbā                 | 伦巴               | Мистецтво та розваги         | |
| salad                     | shālà, shalǜ          | 沙拉，沙律         | Продукти харчування та напої | |
| salmon                    | sānwényú              | 三文鱼             | Продукти харчування та напої | |
| salon                     | shālóng               | 沙龙               | Здоров'я                     | |
| sandwich                  | sānmíngzhì            | 三明治             | Продукти харчування та напої | |
| sardine                   | shādīngyú             | 沙丁鱼             | Продукти харчування та напої | |
| sauna                     | sāngná                | 桑拿               | Здоров'я                     | |
| saxophone                 | sàkèsī(fēng)          | 萨克斯，萨克斯风   | Мистецтво та розваги         | |
| scooter                   | sùkèdá                | 速克达             | Транспорт                    | |
| shampoo                   | xiāngbō               | 香波               | Здоров'я                     | |
| sherry                    | xuělìjiǔ              | 雪利酒             | Продукти харчування та напої | |
| shock                     | xīukè                 | 休克               | Ліки                         | |
| sirloin                   | shālǎng               | 沙朗               | Продукти харчування та напої | |
| soda                      | sūdá                  | 苏打               | Продукти харчування та напої | |
| strawberry                | shìduōpílí            | 士多啤梨           | Продукти харчування та напої | |
| sundae                    | shèngdài, xīndì       | 圣代，新地         | Продукти харчування та напої | |
| tango                     | tàngē                 | 探戈               | Мистецтво та розваги         | |
| tank                      | tǎnkè                 | 坦克               | Транспорт                    | |
| taxi                      | dīshì                 | 的士               | Транспорт                    | |
| T-shirt                   | t xù (tīxù)           | T恤                | Одяг                         | |
| ten-pin bowling           | bǎolíngqiú            | 保龄球             | Мистецтво та розваги         | |
| toffee                    | tàifēitáng            | 太妃糖             | Продукти харчування та напої | |
| toast                     | tǔsī                  | 土司               | Продукти харчування та напої | |
| tuna                      | tūnnáyú               | 吞拿鱼             | Продукти харчування та напої | |
| turquoise                 | tǔ'ěrqíshí            | 土耳其石           | Колір                        | |
| USB flash drive           | u pán (yóupán)        | U盘                | Технології                   | |
| valve                     | fá                    | 阀                 | Механіка                     | |
| Vaseline                  | fánshìlín             | 凡士林             | Здоров'я                     | |
| vitamin                   | wéitāmìng             | 维他命             | Продукти харчування та напої | |
| vodka                     | fútéjiā               | 伏特加             | Продукти харчування та напої | |
| waltz                     | huá'ěrzī              | 华尔兹             | Мистецтво та розваги         | |
| watt                      | wǎtè                  | 瓦特               | Наука                        | |
| whisky                    | wēishìjì              | 威士忌             | Продукти харчування та напої | |
| X-ray                     | x guāng (àikésīguāng) | X光                | Ліки                         | |
| yoga                      | yújiā                 | 瑜伽               | Мистецтво та розваги         | |
| yogurt                    | yōugé                 | 优格               | Продукти харчування та напої | |
| yo-yo                     | yōuyōuqiú             | 悠悠球             | Мистецтво та розваги         | |
| yuppie                    | yǎpíshì               | 雅皮士             | Культура і суспільство       | |

## Малайська
Ці слова використовуються лише в Сінгапурі та Малайзії.
| Малайська | Піньїнь  | Ієрогліфи | Значення            | Примітки              |
| --------- | -------- | --------- | ------------------- | --------------------- |
| tolong    | duōlóng  | 多隆      | допомогти           |                       |
| kampung   | gānbǎng  | 甘榜      | село                |                       |
| sagu      | xīgǔmǐ   | 西谷米    | саго (крохмаль)     | sagu+米 (mǐ, 'grain') |
| tumpang   | lóngbāng | 隆帮      | залишитися з кимось |                       |
| tanjung   | dānróng  | 丹戎      | мис                 |                       |

## Додаткова інформація
- Деніел Кейн (15 вересня 2006). Китайська мова: її історія та сучасне використання . Видавництво Tuttle. С. 162—166. ISBN 978-0-8048-3853-5. Процитовано 18 жовтня 2012 .
- Роберт С. Бауер; Пол К. Бенедикт (1997). Сучасна кантонська фонологія . Вальтер де Грюйтер. С. 347—405. ISBN 978-3-11-014893-0. Процитовано 18 жовтня 2012 .
- Венді Єн-вень Пао (1983). Вивчення англійських запозичених слів у китайській мові через китайські новини . Університет штату Південна Дакота . Процитовано 18 жовтня 2012
- Janet Zhiqun Xing (30 березня 2006). Навчання та вивчення китайської мови як іноземної: Педагогічна граматика . Видавництво Гонконгського університету. С. 120—124. ISBN 978-962-209-763-6. Процитовано 18 жовтня 2012 .
- 胡兆云 (2001). Мовний контакт і лексичне запозичення англійської та китайської мов: комплексне дослідження . Shandong University Press. ISBN 978-7-5607-2382-2. Процитовано 18 жовтня 2012 .
- Кейт Паррі; Сяоцзюнь Су (3 квітня 1998 р.). Культура, грамотність і вивчення англійської: голоси з китайського класу . Видавництво Бойнтон/Кук. стор. 119. ISBN 978-0-86709-448-0. Процитовано 18 жовтня 2012 .
- Мартін Хаспелмат; Урі Тадмор (22 грудня 2009). Запозичені слова в мовах світу: порівняльний довідник . Де Грюйтер Мутон. С. 576—580. ISBN 9783110218442. Процитовано 28 травня 2020.